# Barbus apleurogramma
Barbus apleurogramma (tên tiếng Anh: East African Red-finned Barb) là một loài cá vây tia trong họ Cyprinidae.
Nó được tìm thấy ở Burundi, Kenya, Rwanda, và Tanzania.
Các môi trường sống tự nhiên của chúng là sông, đầm nước, hồ nước ngọt, đầm nước ngọt, và vùng đồng bằng nội địa.
Nó không được IUCN xem là loài bị đe dọa.